# Iloraz różnicowy
Iloraz różnicowy – wielkość opisująca niektóre funkcje matematyczne, zwłaszcza funkcje rzeczywiste zmiennej rzeczywistej. Iloraz różnicowy to opis przyrostu funkcji na danym przedziale. Ściślej: niech {\displaystyle f\colon X\to Y} i {\displaystyle x_{1},x_{2}\in X.} Wtedy ilorazem różnicowym nazywa się iloraz:
{\displaystyle {\frac {f(x_{2})-f(x_{1})}{x_{2}-x_{1}}}.}
Jeśli to nie prowadzi do niejasności, to pisze się też {\displaystyle {\frac {\Delta f}{\Delta x}},} gdzie {\displaystyle \Delta f} oznacza licznik, zaś {\displaystyle \Delta x} – mianownik powyższego ułamka. Ilorazy różnicowe i podobne wyrażenia są używane między innymi w:
- geometrii analitycznej, np. planimetrii kartezjańskiej;
- analizie matematycznej, konkretniej w rachunku różniczkowym;
- fizyce, między innymi mechanice.

Przykładowy zastosowań:
- znajdowanie równania prostej przechodzącej przez dwa dane punkty[2];
- pochodna funkcji jest definiowana jako granica ilorazu różnicowego[1];
- prędkość średnia i średnie przyspieszenie są definiowane podobnymi wzorami[3][4], a prędkość chwilowa i przyspieszenie chwilowe – pochodnymi[5][6].

## Przykład
Dla funkcji {\displaystyle f\colon \mathbb {R} \to \mathbb {R} ,\;f(x)=x^{3}} i punktów {\displaystyle x_{1}=0,x_{2}=1} ich iloraz różnicowy wynosi:
{\displaystyle {\frac {1^{3}-0^{3}}{1-0}}=1.}
Rysunek przedstawia interpretację geometryczną ilorazu różnicowego dla dwóch punktów {\displaystyle x_{1},x_{2}.} Prostą {\displaystyle PQ} nazywa się sieczną lub cięciwą.
Uwaga
{\displaystyle \operatorname {tg} \alpha ={\frac {\Delta f}{\Delta x}}}
wyłącznie w prostokątnym układzie współrzędnych o równych jednostkach na obu osiach.
Jeżeli {\displaystyle f} określa zmianę drogi ciała w czasie, to iloraz różnicowy funkcji {\displaystyle f} w dla punktów {\displaystyle x_{1},x_{2}} określa średnią prędkość ciała w czasie od {\displaystyle x_{1}} do {\displaystyle x_{2}.}

## Uogólnienia
Ilorazem różnicowym {\displaystyle N}-tego rzędu funkcji {\displaystyle f\colon X\to Y} w punktach {\displaystyle x_{0},x_{1},\dots ,x_{N}\in X} nazywamy funkcję
{\displaystyle f[x_{0},x_{1},\dots ,x_{N}]:=\sum \limits _{i=0}^{N}~{\frac {f(x_{i})}{\prod \limits _{j=0 \atop j\neq i}^{N}(x_{i}-x_{j})}}.}
Prawdziwy jest związek rekurencyjny:
{\displaystyle {\begin{cases}f[x_{i}]=f(x_{i})\quad (0\leqslant i\leqslant N)\\f[x_{k},x_{k+1},\dots ,x_{k+m}]={\frac {f[x_{k+1},x_{k+2},\dots ,x_{k+m}]-f[x_{k},x_{k+1},\dots ,x_{k+m-1}]}{x_{k+m}-x_{k}}}\quad (0\leqslant k<k+m\leqslant n)\end{cases}}.}